# Antoni Antałkiewicz
Antoni Józef Antałkiewicz (ur. 25 maja 1816 w Nowym Targu, zm. 19 czerwca 1893 w Podegrodziu) – poseł do Sejmu Krajowego Galicji I kadencji (1863–1866), ksiądz rzymskokatolicki, proboszcz w Ślemieniu, dziekan dekanatu Żywieckiego.
W 1840 został wikarym w Milówce następnie w Żywcu (1844). W 1849 otrzymał probostwo w Ślemieniu, gdzie dokończył budowę kościoła. W latach 1876–1903 był proboszcze w Podegrodziu Wybrany w IV kurii obwodu Wadowice, z okręgu wyborczego nr 74 Żywiec-Ślemień-Milówka, za Jana Siwca, którego wybór unieważniono na sesji w 1863. Wybór księdza Antałkiewicza w 1866 uznano za nieważny, w ponownych wyborach wybrano Józefa Wolnego.